# Терхеуші
Терхеуші (рум. Tărhăuși) — село у повіті Бакеу в Румунії. Входить до складу комуни Гімеш-Феджет.
Село розташоване на відстані 240 км на північ від Бухареста, 62 км на захід від Бакеу, 128 км на південний захід від Ясс, 111 км на північ від Брашова.

## Населення
За даними перепису населення 2002 року у селі проживали 874 особи.
Національний склад населення села:
| Національність | Кількість осіб | Відсоток |
| -------------- | -------------- | -------- |
| румуни         | 691            | 79,1%    |
| угорці         | 145            | 16,6%    |
| чанго          | 35             | 4,0%     |

Рідною мовою назвали:
| Мова      | Кількість осіб | Відсоток |
| --------- | -------------- | -------- |
| румунську | 562            | 64,3%    |
| угорську  | 312            | 35,7%    |